# 언더월드 4: 어웨이크닝
언더월드 4: 어웨이크닝(Underworld: Awakening)은 2012년 개봉한 미국의 영화이다.

## 출연

### 주연
- 케이트 베킨세일
- 인디아 아이슬리
- 테오 제임스
- 마이클 엘리

### 조연
- 찰스 댄스
- 스티븐 레아
- 샌드린 홀트
- 제이콥 블레어
- 론 웨어
- 캐틀린 애덤스
- 크리스 홀든 리드

## 기타
- 원조: 케빈 그레비스
- 원조: 대니 맥브라이드
- 원조: 렌 와이즈먼
- 미술: 클로드 파레
- 세트: 쉐인 뷰우
- 시각효과: 대니 김
- 의상: 모니크 프러드홈
- 배역: 메리 트리샤 우드
- 배역: 데보라 아퀼라